# Katsina (miasto)
Katsina – miasto w Nigerii położone nad rzeką Katsina, stolica stanu Katsina, 406 812 mieszkańców (2003). 
Założone prawdopodobnie na początku XI stulecia. Przed przyjęciem przez mieszkańców islamu miasto było rządzone przez pół-duchownego władcę zwanego Sarki, który, jeśliby był niekompetentny, był skazywany na śmierć. W XVII-XVIII Katsina była najpotężniejszym z siedmiu miast-państw Hausa. Została podbita w 1807 przez Fulani. W 1903 została zajęta przez Brytyjczyków.
W mieście znajduje się słynny meczet.